# Ilha do Fanfa
Ilha do Fanfa é uma ilha fluvial, do Rio Jacuí, situada no município brasileiro de Triunfo. Em 1836, ocorreu no local a chamada Batalha do Fanfa, na qual o general farroupilho Bento Gonçalves da Silva foi preso.